# CYTH2
CYTH2‏ (Cytohesin 2) هوَ بروتين يُشَفر بواسطة جين CYTH2 في الإنسان.